# 布盧姆菲爾德鎮區 (堪薩斯州米切爾縣)
布盧姆菲爾德鎮區（英語：Bloomfield Township）為美國堪薩斯州米切爾縣轄下的鎮區。2010年美国人口普查中該鎮區人口有76人。

## 地理
布盧姆菲爾德鎮區涵蓋總面積為93.76平方（36.20平方英里），其中93.61平方（36.14平方英里）為陸地，0.15平方（0.058平方英里）或0.16%為水域。海拔高度463（1,519英尺）。

## 人口統計
根據2010年美國人口普查，布盧姆菲爾德鎮區人口有76人，住房40戶，人口密度為0.81人/每平方公里。此鎮區居民之種族中，白人有72人，非裔美國人有0人，美洲原住民有0人，亞裔美國人有3人，太平洋島裔美國人有0人，其他種族有0人，混血種族則有1人。此外此鎮區有2人為西班牙裔或拉丁裔美國人。

## 交通

### 主要公路
- 14號堪薩斯州州道